# Palazzo del Lloyd Triestino

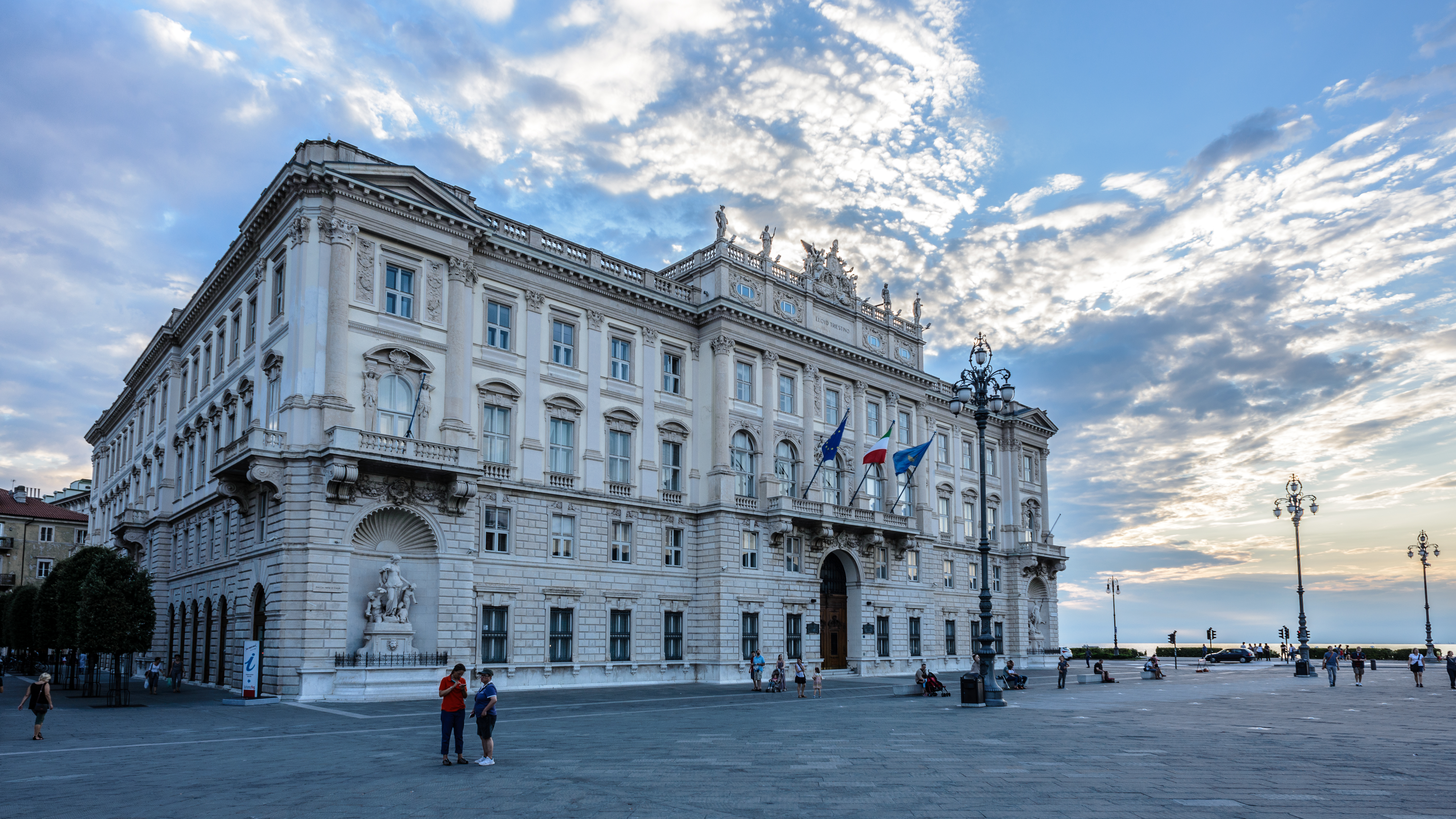
Palazzo del Lloyd Triestino

Der Palazzo del Lloyd Triestino ist ein Palast aus dem 19. Jahrhundert in Triest in der italienischen Region Friaul-Julisch Venetien. Das Gebäude liegt an der Piazza dell’Unità d’Italia, aber es grenzt auch an die Via dell’Orologio, an das Riva del Mandracchio und an die Via del Mercato Vecchio. Das Gebäude war Sitz der Reederei Lloyd Triestino di Navigazione (heute Italia Marittima) und wurde mehrmals umgebaut. Heute sind dort die Büros der Präsidentschaft der Verwaltung der Region Friaul-Julisch Venetien untergebracht.

## Geschichte
Der Lloyd Triestino, der 1833 gegründet wurde, hatte seinen ersten Sitz an der Piazza Tommaseo und dann an der Piazza della Borsa.
1878 begann die Gesellschaft mit der Suche nach einem geeigneten Bauplatz für einen neuen Palast für ihre Geschäftsräume. 1880 erwarb sie das Grundstück eines Fischereibetriebes und schrieb einen Wettbewerb für die Projektierung des neuen Palastes aus, woran sich Architekten aus Wien und Triest beteiligten. Sieben Projekte wurden präsentiert, aber keines davon genügte den Erfordernissen der Geschäftsleitung des Lloyd Triestino und so entschloss diese sich, den leitenden Bauberater Heinrich von Ferstel mit der Konstruktion zu beauftragen. Dieser entschied sich mit Blick auf die schlammige Natur des Baugrundes für ein System von breiten, aber nicht so tiefen Fundamenten. Aus diesen Gründen sah man auch von der Errichtung eines Turms ab, der ursprünglich auf der Meerseite des Gebäudes vorgesehen war.
Der Grundstein wurde am 6. Dezember 1880 gelegt und 1883 war der Bau fertiggestellt.
Das Gebäude mit seinen einfachen, aber artikulierten Formen ist mit allegorischen Statuen im Erdgeschoss und am Giebel geschmückt, Werke der Bildhauer Josef Pokorny und Hugo Haerdtl aus Wien.
1899 konstruierte der Bauingenieur Eugenio Geiringer im Hof einen großen, überdachten Raum für die Nutzung als Büro.
Am 1. Mai 1945 wurde der Palast durch Kanonenschüsse der deutschen Artillerie ernsthaft beschädigt.
In den Jahren 1966–1967 wurde das Gebäude einer radikalen Restaurierung, Sicherung und Erweiterung unterzogen, wobei auch ein weiteres Stockwerk zum Innenhof hin aufgesetzt wurde.
Seit 1991 ist in dem Palast die Präsidentschaft und Verwaltung der Region Friaul-Julisch Venetien untergebracht.

## Beschreibung
Das vierstöckige Gebäude im Renaissancestil hat seine Hauptfassade zur Piazza dell’Unità d’Italia hin. Der Mittelteil und die beiden Eckjoche springen leicht vor.
Alle Stockwerke sind mit Reihen rechteckiger Fenster mit steinernen Rahmen versehen, nur die Fenster im zweiten Obergeschoss im Mittelteil und an den Eckjochen sind als Rundbogenfenster ausgeführt. Dort sind auch Balkone angebracht, die von Volutenkonsolen getragen werden und auf denen ionische Säulen aufsetzen, die über zwei Stockwerke bis zum Traufgesims reichen. Im Bereich zwischen den vorspringenden Jochen sind die Fenster im zweiten Obergeschoss mit falschen Balkonen versehen und anstatt der Säulen sind rechteckige Halbsäulen verbaut. Über allen Fenstern im zweiten Obergeschoss sitzen halbrunde Tympana.
Die Fenster im Erdgeschoss und im ersten Obergeschoss der Eckjoche und auch des mittleren Joches fehlen, außen sind dort in Nischen zwei Brunnen angebracht, die Thetis und Venus zeigen. Einer repräsentiert das Süßwasser, der andere das Salzwasser; in der Mitte der Fassade befindet sich das große, hölzerne Rundbogenportal.
Erdgeschoss und erstes Obergeschoss sind mit Bossenwerk versehen, in den beiden oberen Geschossen sind die Wände verputzt. Erstes und zweites Obergeschoss trennt ein Gesims und die Fassade schließt nach oben mit einem großen Traufgesims ab. Darüber sitzen an den Eckjochen dreieckige Tympana, im Mittelteil ein Dachgeschoss mit vier ovalen Fenstern. Die Dächer des Gebäudes sind mit steinernen Balustraden versehen. Im Mittelteil zieren diese sechs Figuren und eine große Figurengruppe mit einem Wappenschild des österreichisch-ungarischen Lloyd in der Mitte. Darunter ist die Inschrift „Lloyd Triestino“ angebracht.

## Bildergalerie

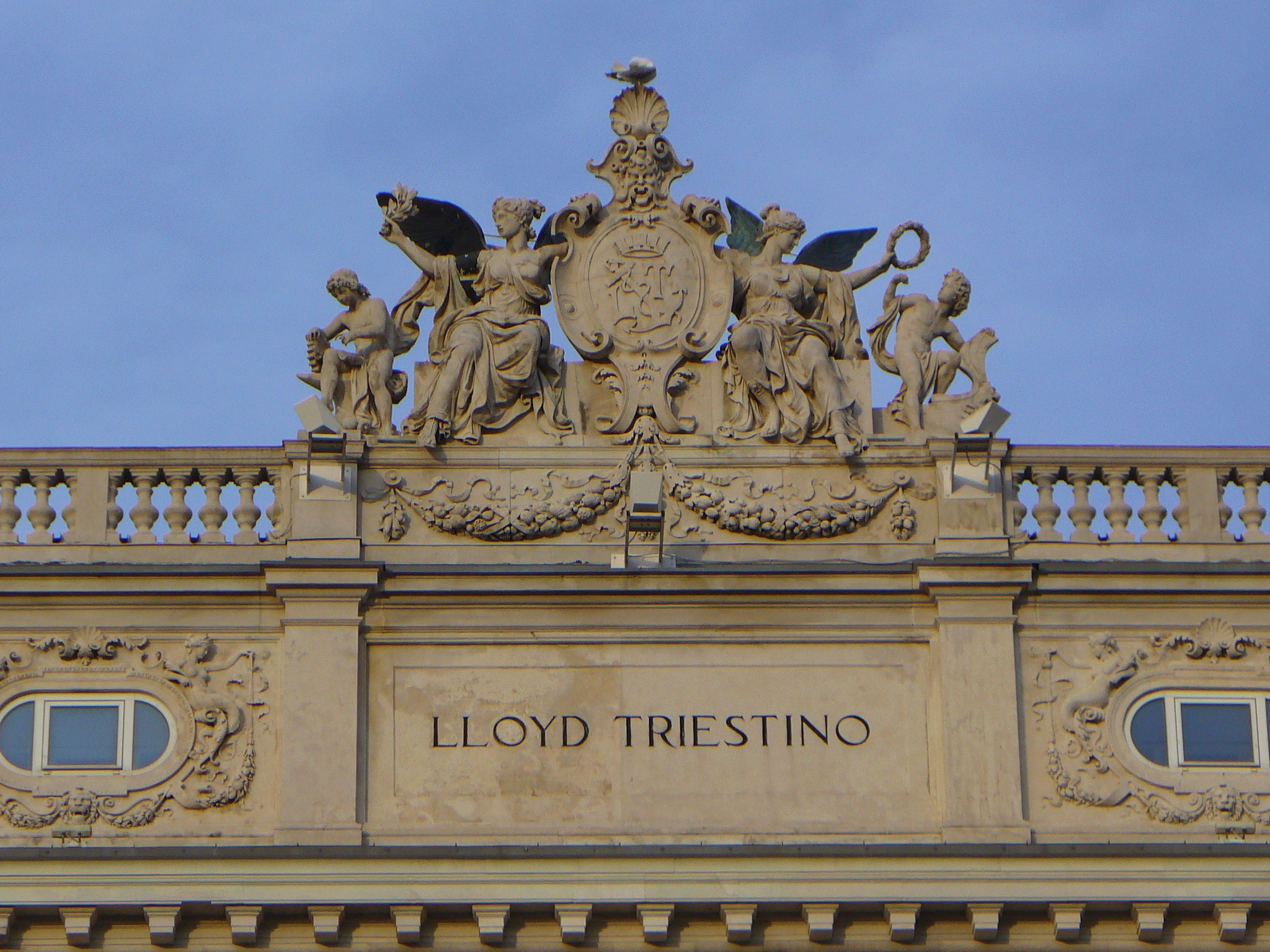
Figurengruppe und Schild auf dem Dachgeschoss
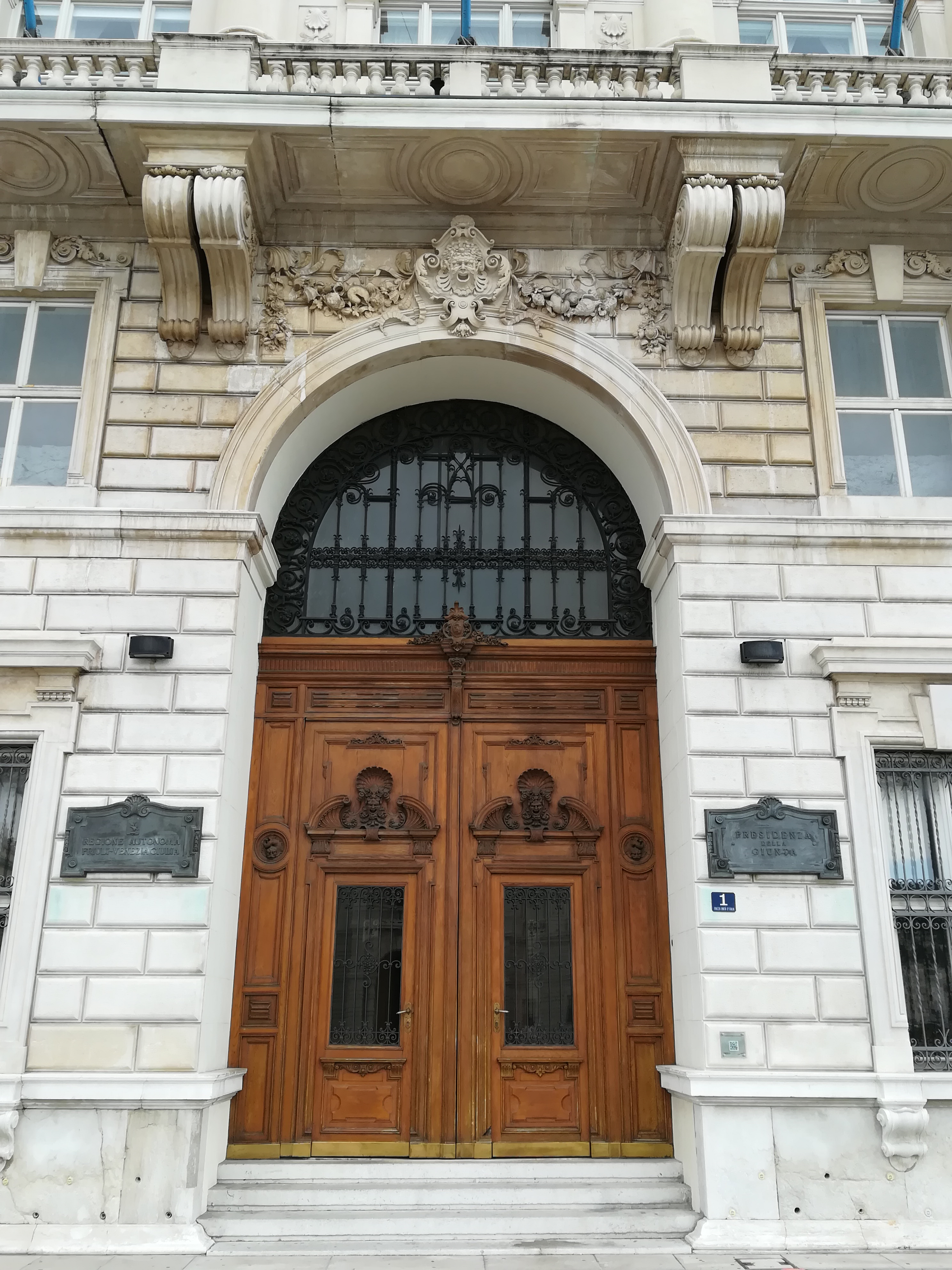
Eingangsportal
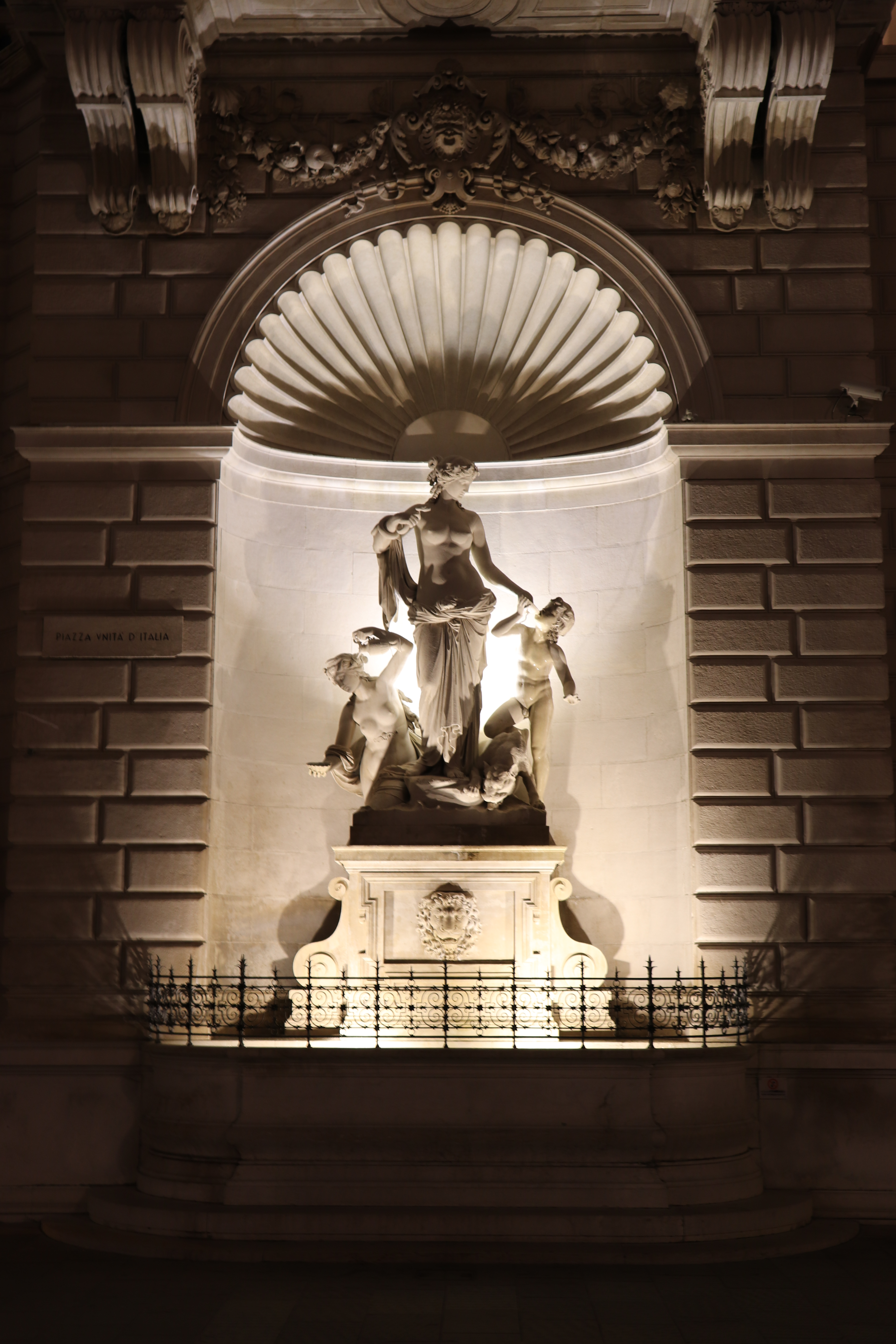
Brunnen
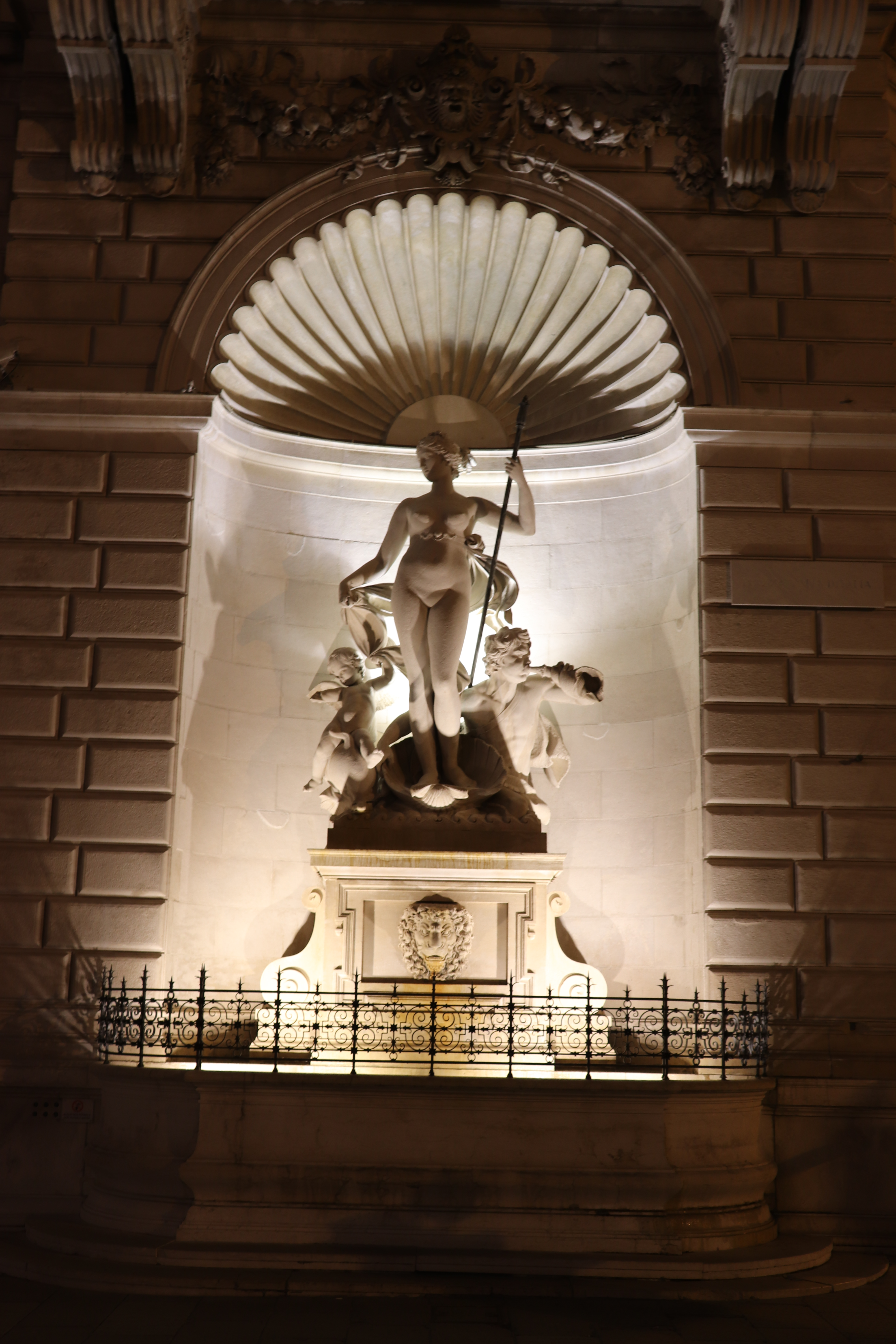
Brunnen
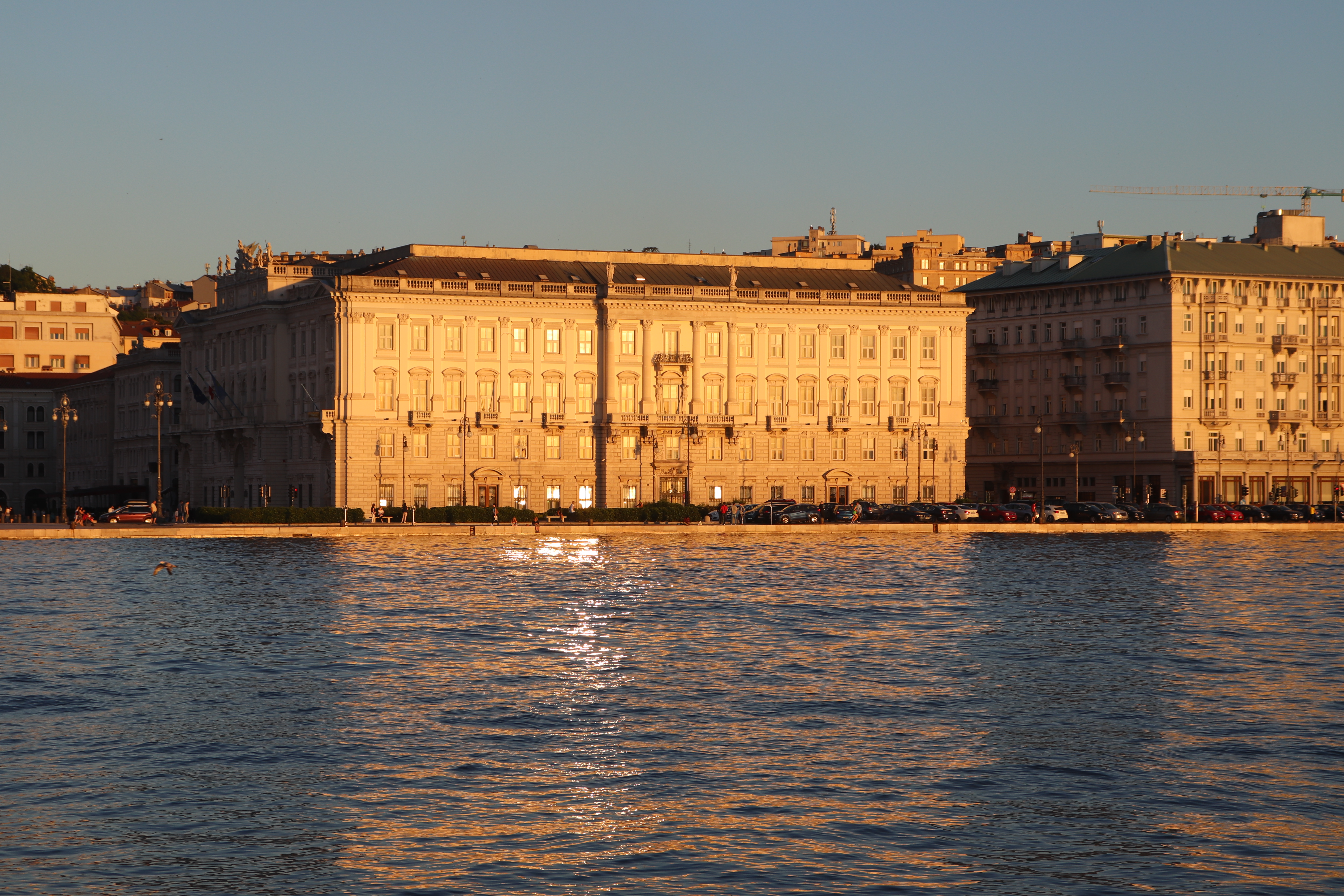
Seitenfassade zum Riva del Mandracchio hin